# Drosophila fontdevilai
Drosophila fontdevilai är en tvåvingeart som beskrevs av Ana I. Vela och José Albertino Rafael 2001. Drosophila fontdevilai ingår i släktet Drosophila och familjen daggflugor.
Artens utbredningsområde är Ecuador.